# Marxistisk ekonomi
Marxistisk ekonomi är en serie heterodox ekonomisk teori och en teoretisk skolbildning som har sin grund i delar av Karl Marx ekonomikritik och bredare kritik av det kapitalistiska produktionssättet.

## Översikt
Marx redogör i inledningen till Grundrisse för den politiska ekonomins objekt och metod. Det viktigaste objektet är den materiella produktionen. Produktion sker alltid på ett bestämt stadium av samhällets utveckling. Han menar att det är väsentligt att skilja det som är allmängiltigt (exempelvis att arbetet utgör människans sätt att omforma naturen) med det som är giltigt bara under vissa historiska epoker. Marx delar in ekonomin i fyra områden: produktion, distribution, konsumtion och utbyte (cirkulation). Dessa fyra bildar alla delar av en totalitet, där produktionen spelar den viktigaste rollen.
Marx poängterar att han i forskningsprocessen utgår från den konkreta, sammansatta och kaotiska verkligheten. Ur den abstraherar han fram alltmer enkla och grundläggande begrepp. I framställningen av sin ekonomiska teori går han motsatt väg och börjar med de mest abstrakta begreppen, för att successivt bygga på dem med fler bestämningar. I slutändan kommer han fram till en beskrivning av den konkreta verkligheten, men nu är den inte längre kaotisk, utan en totalitet av bestämningar och relationer.

## Historiskt allmänt och specifikt
Den marxistiska ekonomikritiken teorin anser att det nuvarande produktionssättet, det kapitalistiska, bara är ett av flera möjliga system. Det är därför viktigt att skilja mellan de fenomen som är specifika för kapitalismen (eller andra system) och det som är giltigt i alla historiska sammanhang. (Den "marxistiska ekonomin" tar dock i regel inte fasta på detta.) Ett tydligt exempel på detta är Marx analys av arbete och produktion. Kapital och det för kapitalen uppbärande lönearbetet utgör inte i alla epoker människornas sätt att omvandla och hantera naturen efter sina behov. Därmed kan man vara som produktion i allmänhet. Men detta är en abstraktion, då produktion alltid äger rum under konkreta samhälleliga förhållanden. Det är alltså stor skillnad mellan exempelvis ett samhälle där produktionen kännetecknas av småskalighet, naturahushållning och där produktionsmedlen ägs gemensamt och ett samhälle med storskalighet, allmän ekvivalent och privat ägande av produktionsmedlen. Denna skillnad är inte enbart kvantitativ, utan kvalitativ. Det är helt olika ekonomisk-samhälleliga "lagar" som gäller.

## Analys av kapitalismen
Marx och andra marxistiska ekonomer efter honom har ägnat i särklass mest energi åt att analysera det kapitalistiska produktionssättet. Marx Magnum opus Kapitalet är som namnet antyder en analys av detta produktionssätt. Vilket blir än tydligare när man läser undertiteln: Kritik av den politiska ekonomin.

### Arbete, varuform & kapital
I Kapitalet börjar Marx sin analys med varan, som han kallar för det kapitalistiska produktionssättets elementarform. En vara är i kapitalismen en produkt av mänskligt arbete som utbjuds gentemot allmän ekvivalent. En produkt som producenten själv konsumerar eller som byter ägare på något annat sätt än genom ekonomiskt utbyte är alltså inte en vara, utan bara en arbetsprodukt. Alla produkter har ett bruksvärde, dvs. är användbar för någon, men bara varor har ett bytesvärde. Bytesvärdet är för Marx en kategori som inte är direkt synlig, men som ligger bakom och är en förutsättning för att varor ska kunna bytas mot varandra. Bytesvärdet kommer dock indirekt upp till ytan genom att manifesteras som(det relativt godtyckliga) priset. Priset är en approximation av varans bytesvärde uttryckt i varan pengar. Priset är dock inte ett direkt penninguttryck för bytesvärdet, utan bara indirekt.
Bytesvärdet är värdets form. Särskilt i tidig kapitalism har värdet en tydlig substans - det mänskliga arbetet mätt som arbetstid. I sista instans är en varas pris alltså ett resultat är den arbetstid som är nedlagd i den. Naturligtvis blir en vara inte dyrare ju långsammare den är producerad. Det handlar här om samhälleligt nödvändigt abstrakt arbete - alltså genomsnittsarbetstid vid varje given nivå av produktivkrafternas utveckling. Således förändras oundvikligen förutsättningarna för de förment "transhistoriska" kategorierna arbete & kapital. Den som förfärdigar en vara långsammare än andra kan alltså ändå inte sälja den dyrare. Det är dock ett vanligt missförstånd att någon "enligt teorin" skulle kunna jobba jättelångsamt och få lika mycket betalt, som brukar kallas: The mudpie argument eller "Lerpaj-argumentet", vilket bygger på ett fundamentalt missförstånd av teorin. Om något så måste arbetsintensiteten öka till dess att även kvalificerat arbete blir mer och mer värdelöst.

## Analys av socialismen
Enligt den marxistiska ekonomin är kapitalismen alltså bara ett av många produktionssätt, som funnits historiskt. Många marxister menar att kapitalismen kommer att gå under och ersättas av ett annat produktionssätt ofta kallat socialismen, även om Marx snarare talade om 'det associerade produktionssättet'.[källa behövs] Tvärtemot vad många tror ägnade sig Marx nästan inte alls åt att skapa en teori om hur socialismen skulle kunna tänkas fungera. Som vetenskapsman menade Marx att det vore omöjligt att försöka analysera ett samhälleligt system som på hans tid ännu inte fanns.
Efter den ryska oktoberrevolutionen 1917 såg bolsjevikerna till att snabbt introducera kapitalism genom NEP. Det har gjorts försök att analysera detta med hjälp av Marx allmänna teori. Ofta har föregivet marxistiska analyser dock bara varit politiska rättfärdiganden av den förda politiken i de s.k. 'socialistiska staterna', där statskapitalism (en form av blandekonomi) de facto rådde.

## Skillnader mot 'borgerlig' eller ortodox nationalekonomi
Den marxistiska ekonomin skiljer sig på vissa punkter markant från den 'borgerliga' eller 'akademiska' nationalekonomin. En vanlig marxistisk kritik av den senare är att den tar det kapitalistiska produktionssättet för givet och därmed inte undersöker förutsättningarna för att produktionen skall anta just en kapitalistisk form. Kategorier som vara, värde, penning, arbete och  kapital blir därmed ytliga. Man rör sig hela tiden på det kapitalistiska systemets yta.
En stor källa till missförstånd mellan marxistisk ekonomi och modern marginalistisk teori är begreppen värde, bytesvärde och pris hos Marx. Den marxistiska arbetsvärdeläran uppfattas här gärna som en pristeori, när den i själva verket utgör en analys av kapitalismens samhällelig-"ekonomiska" institutioner.

## Skolbildningar och läsningar.
Det finns en stor mängd olika läsningar och tolkningar av Kapitalet. Kritik av den politiska ekonomin, Grundrisse (Grunddragen i kritiken av den politiska ekonomin) m.fl.
Brett kan dessa delas upp i två inofficiella läger:
De som gör en ekonomikritisk läsning och betonar att det kapitalistiska produktionsättet är historiskt specifikt och läser marx som en kritik av den politiska ekonomin. Exempelvis: Moishe Postone, Nicole Pepperell, Robert Kurz, Isaak Iljitj Rubin.
Det finns också de som behandlar Marx verk som ett kritiskt bidrag till den klassiska politiska ekonomin, som exempelvis Paul Sweezy, Rob Sewell, Richard Wolff, Ernest Mandel, Paul Cockshott, Ted Grant och Michael Heinrich. Det finns även teoretiker vilka tangerar båda lägren som David Harvey.
Att Karl Marx själv döpte sina böcker till exempelvis: Kapitalet. Kritik av den politiska ekonomin och Grundrisse (Grunddragen i kritiken av den politiska ekonomin) kan möjligen ge en fingervisning om vad Marx själv skulle ha ansett angående detta.